# Matías Suárez
Matías Suárez (ur. 9 maja 1988 w Córdobie) – argentyński piłkarz występujący na pozycji napastnika. Od 2016 jest zawodnikiem klubu Belgrano.

## Kariera
Suárez jako junior grał w klubach Unión San Vicente oraz Club Atlético Belgrano. W sezonie 2006/2007 został włączony do jego pierwszej drużyny, grającej w Primera División Argentina. W tych rozgrywkach zadebiutował 29 października 2006 w przegranym 0:1 meczu z Arsenalem de Sarandí. 1 kwietnia 2007 w wygranym 3:0 spotkaniu z Vélez Sársfield strzelił pierwszego gola w trakcie gry w Primera División Argentina. W debiutanckim sezonie Suárez pełnił rolę rezerwowego w Belgrano. W lidze zagrał wówczas 17 razy i zdobył jedną bramkę, a jego klub spadł do drugiej ligi. Od początku następnego sezonu Suárez stał się podstawowym graczem Belgrano. W sezonie 2007/2008 rozegrał tam 33 ligowe spotkania i strzelił 10 goli.
W lipcu 2008 za 1,2 miliona euro przeszedł do belgijskiego klubu RSC Anderlecht. W pierwszej lidze belgijskiej pierwszy mecz zaliczył 16 listopada 2008 przeciwko Club Brugge (1:1). Pierwszą bramkę w trakcie gry w lidze belgijskiej zdobył 21 marca 2009 w wygranym 2:0 pojedynku z Germinalem Beerschot. W sezonie 2008/2009 był rezerwowym w Anderlechcie (11 meczów, 1 gol), a także wywalczył z nim wicemistrzostwo Belgii. Wraz z Anderlechtem wywalczył cztery mistrzostwa Belgii w sezonach 2009/2010, 2011/2012, 2012/2013 i 2013/2014. Zdobył również cztery Superpuchary Belgii w latach 2010, 2012, 2013 i 2014.
Latem 2016 Suárez wrócił do Belgrano.

## Osiągnięcia

### RSC Anderlecht
- Mistrzostwo Belgii: 2009/10, 2011/12, 2013/14, 2014/15
- Superpuchar Belgii: 2010, 2012, 2013, 2014

### River Plate
- Recopa Sudamericana: 2019

### Reprezentacyjne
- 3. miejsce na Copa América: 2019